# Aleksander Zaleski
Aleksander Zaleski z Otoka herbu Dołęga (ur. w 1599 zm. w 1651 roku) –  świecki referendarz koronny w latach 1646–1651, podsędek sieradzki w latach 1625–1646. Właściciel Zadzimia, Pleszewa i Ostroroga.
Syn Mikołaja - łowczego sieradzkiego, brat Remigiana Zaleskiego - kasztelana łęczyckiego.

## Życiorys
Fundator kościoła św. Małgorzaty w Zadzimiu. Jego portret naturalnej wielkości wisi dotąd mocno zniszczony w kościele po lewej stronie.
Poseł województwa sieradzkiego na sejm zwyczajny 1626 roku, deputat na Trybunał Skarbowy Koronny w 1626 roku. Poseł na sejm 1627, 1628, sejm zwyczajny i nadzwyczajny 1629 roku, 1631 i 1632 roku.
W 1627 roku jako poseł wyznaczony jako lustrator królewskich dóbr stołowych w Wielkopolsce. Poseł na sejm konwokacyjny 1632 roku z województwa sieradzkiego. Był elektorem Władysława IV Wazy z województwa sieradzkiego w 1632 roku, podpisał jego pacta conventa. 
Poseł na sejm koronacyjny 1633 roku. Poseł na sejm zwyczajny 1635 roku, sejm nadzwyczajny 1637 roku, sejm 1638 roku, sejm 1639 roku, sejm 1640 roku, sejm 1641 roku, sejm 1642 roku, sejm 1643 roku, sejm 1645 roku, sejm 1646 roku, sejm 1647 roku.
Jako poseł na sejm konwokacyjny 1648 roku z województwa sieradzkiego był członkiem konfederacji generalnej zawiązanej 31 lipca 1648 roku. Podpisał pacta conventa Jana II Kazimierza Wazy w 1648 roku. Poseł na sejm koronacyjny 1649 roku. 
Poseł na sejm 1649/1650 roku z sejmiku szadkowskiego województwa sieradzkiego i na sejm 1650 roku.
Z małżeństwa z Anną Dorotą Walewską - córką Adama, kasztelana łęczyckiego, pochodzą dwie córki: Anna Łukaszowa Mycielska i Dorota Aleksandrowa Głębocka, oraz syn  Wacław - chorąży łęczycki. 
Potomkowie Aleksandra i jego syna  Wacława zwykle na chrzcie otrzymywali ich imiona, dla podkreślenia pochodzenia z referendarskiej linii rodu.